# Авшаров, Борис Павлович
Борис Павлович Авшаров (наст. фамилия — Гомоляка; род. 5 (17) июня 1889 ; Киев, Российский империя — 23 ноября 1964; Керчь, Крымская АССР, РСФСР, СССР) — украинский советский актёр театра и кино. Заслуженный артист Украинской ССР (1951).

## Биография
Родился 5 (17) июня 1889 года в Киеве Российской империи. В течение 1909 – 1916 годов учился на юридическом факультете Киевского университета, одновременно в 1909 – 1911 годах учился в Театральной школе Г. Заславского и Г. Фистулари в Санкт-Петербурге. В 1913 году окончил Оперную студию М. Михайлова этого же города.
В течение 1906 – 1916 годов играл на сцене в антрепризах И. Дольского-Боренского и Е. Орловского, М. Кожевникова, Д. Леонта, С. Мамонтова, Д. Южина, А. Мяновского, Н. Казанского, И. Павлова и других. С 1927 года играл в таких театрах, как «Украинский передвижной Киевский окружного совета профессиональных союзов театр», «Национальный драматический театр имени Ивана Франко», «Театр Киевского военного округа», «Киевский академический театр юного зрителя на Липках».
Ушёл из жизни 23 ноября 1964 года в городе Керчь.

### Семья
- Сын — Вадим Борисович Гомоляка (1914—1980), композитор.

## Фильмография
- 1933 — Суровые дни — Ибрагим; рабочий из Баку
- 1938 — Кармелюк — Рутковский
- 1940 — Ветер с востока — Василь
- 1956 — Есть такой парень — учитель истории (эпизод)

## Звания и награды
- Заслуженный артист Украинской ССР (1951)